# Леон Прилуцький
Леон Міхал Прилуцький (пол. Leon Michał Przyłuski, 5 жовтня 1789 — 12 березня 1865) — архієпископ Познансько-Гнезненський і примас Польщі та Литви у 1845—1865 роках.

## Біографія
Син поміщинка Станіслава гербу гербу Любич. Здобув освіту у Вроцлавському університеті. У 1814 році висвячений у священники. 27 квітня 1845 року висвячений на єпископа.
У січні 1846 року влада змусила його видати прокламацію засудженням повстання 1846 року, але в березні 1848 року він став на чолі делегації до короля у справі збереження самостійності Великого князівства Познанського. У листуванні з владою в Берліні постійно покладав відповідальність за повстання в 1848 році на німецьку владу. Водночас закликав священників та вірних до легальних виборчих акцій і заходів для запобігання поділу Великого князівства.
Після вщуханню Весни народів конфлікт з органами державної влади втихав, але архієпископ і надалі захищав автономію церкви в кадровій політиці. В результаті починаючи з 1862 року влада скерувала свої зусилля до Рим для відсторонення від посади архієпископа. У 1865 році папа ухвалив рішення призначити Прилуцького курійним кардиналом для церкви у польських землях, але архієпископ помер перед консисторією. Він був похований в соборі Познані.